# Distretto di Nopphitam
Il distretto di Nopphitam (in thailandese: นบพิตำ) è un distretto (amphoe) della Thailandia, situato nella provincia di Nakhon Si Thammarat.